# Kolenohelea fuscipennis
Kolenohelea fuscipennis är en tvåvingeart som beskrevs av Clastrier 1984. Kolenohelea fuscipennis ingår i släktet Kolenohelea och familjen svidknott.
Artens utbredningsområde är Guinea. Inga underarter finns listade i Catalogue of Life.